# ماهیچه بازکننده انگشتان دست
ماهیچه بازکننده انگشتان دست (انگلیسی: Extensor digitorum muscle) از ماهیچه‌های ساعد است و کار آن باز کردن مفصل مچ و بندهای انگشت است.
خاستگاه آن فوق لقمه (اپی‌کندیل) جانبی استخوان بازو، و پیوندگاه آن زردپی بازکننده (وتر اکستانسور) مشترک هر انگشت یعنی به وسیله چهار زردپی به پایه بندهای دوم و سوم چهار انگشت دست است.
عصب‌گیری آن از عصب عمقی شعاعی است.